# Ơ
Das Ơ (kleingeschrieben ơ) ist ein Buchstabe des lateinischen Schriftsystems. Er besteht aus einem O mit einem angehängten Horn.
Das Ơ ist einer der 12 Vokale des vietnamesischen Alphabets. Er stellt ein langes, unbetontes Schwa dar, welches so im Deutschen nicht existiert (IPA [əː]). Wie andere vietnamesische Vokale kann auch dieser Buchstabe mit Tonzeichen versehen werden.
Ist der Buchstabe nicht verfügbar, wird er meist durch o+ ersetzt.

## Darstellung auf dem Computer
Unicode enthält das Ơ an den Codepunkten U+01A0 (Großbuchstabe) und U+01A1 (Kleinbuchstabe).